# Cleveland Cavaliers
Cleveland Cavaliers (poznata i pod nazivom Cavs) američka je profesionalna košarkaška momčad iz grada Cleveland, Ohio. Momčad nastupa u profesionalnoj američko-kanadskoj NBA ligi od 1970. godine. 
Svoj prvi naslov prvaka Istočne konferencije momčad je osvojila 2007. godine, a drugi 2015. godine svladavši momčad Atlanta Hawks ukupnim rezultatom 4-0. Naslov najbolje momčadi Centralne grupe nakon regularnog dijela sezone osvojili su dva puta, 1976. (49-33), te 2009. godine (66-16)

## Povijest franšize

### Početci (od 1970. do 1980.)
Pristupili su NBA ligi 1970. godine pod vlasništvom Nickia Miletia. Igrali su u Cleveland Areni pod vodstvom trenera Billa Fitcha te su na kraju sezoni imali najgori omjer pobjeda i poraza 15-67. Iduće sezone uprava kluba nadala se stvoriti momčad oko izvrsnog igrača Austina Carra koji je postavio brojne rekorde na sveučilištu. Nažalost, Carr je imao brojne ozljede noge koje su ga spriječile da postane izvrstan profesionalni igrač. Iduće sezone napravili su napredak i ostvarili omjer 23-59. U trećoj sezoni ostvarili su omjer 32-50 a u četvrtoj malo su nazadovali i ostvarili omjer 29-53. 1974. godine preselili su se u potpuno novu dvoranu Richfield Coliseum. Te sezone Cavsi su ostvarili omjer 40-42 i zamalo ostvarili doigravanje. U sezoni 1975./76. Cavsi su s igračima poput Austina Carra, Binga Smitha, Jima Chonesa, Dicka Snydera i dovedenog Nate Thurmonda ostvarili omjer 49-33 i osvojili divizijski naslov. Fitch je dobio nagradu za trenera godine zbog prvog nastupa u doigravanju. U doigravanju prošli su Washington Bulletse rezultatom 4-3, a ova serija prozvana je "Miracle of Richfield" zbog brojnih i odlučujućih šuteva u zadnjim sekundama susreta. Zbog ozljeda Cavsi su izgubili u finalu Istočne konferencije od kasnijih prvaka Boston Celticsa. Iduće dvije sezone Cavsi su ostvarili 43 pobjede ali obje godine nisu napravili ništa u doigravanju. Nakon sezone 1978./79. i omjera 30-52 Fitch je dao ostavku s mjesta glavnog trenera. U sezoni 1979./80. pod vodstvom Fitcheva nasljednika Stana Albecka i omjera 37-45, Mileti je prodao svoj dio kluba Joeu Zingaleu.

### Dolazak Teda Stepiena (od 1980. do 1983.)
1980., nakon nekoliko mjeseci, Zingale prodao je klub Tedu Stepienu. Stepienove godine na čelu kluba obilježene su s brojnim neuspjelim zamjenama, propuštenim prvim izborima na draftu te nekoliko pokušaja premještanja i preimenovanja kluba u druge gradove. Imao je plan preimenovati klub u "Ohio Cavaliers" te odobriti odigravanje utakmica ne samo u Clevelandu nego u New Yorku, Buffalu i Pittsburghu. Novonastali kaos u upravi kluba pokazao se i na terenu. Cavsi su ostvarili omjer 28-54. Iduća sezona nije bila nimalo bolja, a omjer se pogoršao na 15-67. U sezoni 1981./82. Cavsi su izgubili zadnjih 19 utakmica i 5 utakmica na početku sezone 1982./83 te tako postavili rekord po broju izgubljenih utakmica zaredom (24). Nakon napretka omjera na 23-59 publika je i dalje bila ispod prosječna. Stepien je došao na novu suludu ideju te premjestiti klub u Toronto te ga preimenovati u "Toronto Towers" ali su braća Gund spasili i preuzeli Cleveland sredinom 80-ih. Promijenili su boje i dresove kluba te uveli skraćenicu "Cavs."

### Novi izgled (od 1983. do 1993.)
Pod vodstvom Georga Karla Cavsi su se vratili na stare staze slave i ostvarili doigravanje 1985. godine gdje su izgubili u prvom krugu od kasnijih prvaka Boston Celticsa. 1986. Karl je dobio otkaz nakon samo 66 utakmica u sezoni. Privremena zamjena za Karla bio je Gene Littles koji je Cavse zamalo odveo do doigravanja. Nakon kraja sezone počelo je obnavljanje momčadi. 1986. oslonac momčadi činili su Brad Daugherty, Mark Price, Ron Harper i Larry Nance te su pod vodstvom trenera Lennya Wilkensa predvodili Cavse do osam doigravanja u devet godina i 50+ pobjeda u regularnom dijelu sezone. U doigravanju 1989. godine protiv Chicago Bullsa Cavsi su izgubili u prvom krugu su rezultatom serije 3-2. U zadnjoj petoj utakmici Cavsi su vodili jedan razlike tri sekunde prije kraja, a Bullsi su zvali timeout. Nakon toga lopta je došla do Jordana koji je pogodio sa zvukom sirene za pobjedu Bullsa. Ponovni uspjeh Cavsa dogodio se u sezoni 1991./92. kad su u regularnom dijelu sezone ostvarili omjer 57-25 te na kraju ispali u finalu Istoka od Bullsa rezultatom 4-2.

### Sezone bez uspjeha (od 1993. do 2003.)
Uskoro nakon umirovljena Daughertya, Pricea i Nancea, Cavsi su izgubili važne igrače i više nisu bili u stanju ostvariti doigravanje. Nakon sezone 1992./93. gdje su Cavsi ostvarili omjer 54-28 i ispali u polufinalu Istoka od Bullsa, Lenny Wilkens je napustio mjesto glavnog trenera i otišao u Atlanta Hawkse. Na početku sezone 1993./94. uprava kluba zaposlila je Mikea Fratella na mjestu glavnog trenera. Time su Cavsi postali najbolja obrambena momčad predvođena razigravačem Terellom Brandonom dok su u napadu imali polovičnog uspjeha. Cavsi su osigurali doigravanje ali su ispali u prvom krugu. 1994. godine Cavsi su se preselili u novo otvorenu Gund Arenu s 20 562 sjedećih mjesta koja je kasnije bila i domaćin All-Star utakmice 1997. Kasnije su u momčad dovedeni Žydrūnas Ilgauskas i Shawn Kemp ali bez većeg učinka. Fratello je uskoro dobio otkaz s mjesta glavnog trenera. Unatoč dolascima Andrea Millera, Brevina Knighta, Chrisa Mihma i Carlosa Boozera, Cavsi su sezonu 2002./03. završili s trećim najgorim omjerom u povijesti NBA lige. Najgori mogući udarac za Cavse dogodio se 16. ožujka 2003. u utakmici s Utah Jazzerima. Cavsi su vodili rezultatom 120-95 kada je nekoliko sekundi prije kraja utakmice Ricky Davis dobio loptu te krenuo i šutirao na svoj koš kako bi skupio još jedan skok i ostvario triple-double. Nakon tog nesportskog čina igrač Utah Jazzera DeShawn Stevenson teško je faulirao Rickya Davisa. Taj skok mu se nije priznao jer pokušaj šuta na svoj koš se ne ubraja kao skok. Suci su bili zbunjeni tim događajem pa su odlučili nastaviti igru. Tim sebičnim činom Davis si je priskrbio zamjenu u drugi klub te je tim događajem počela izgradnja nove momčadi.

### Dolazak LeBrona Jamesa (2003. – 2010.)
Nakon nekoliko sezona bez uspjeha momčad Cavsa potonula je na dno lige te je tako zaradila lottery pick. Nakon još jedne razočaravajuće sezone 2002./03. Cavsi su dobili prvi izbor na draftu. Cavsi su izabrali srednjoškolskog fenomena i budućeg najkorisnijeg igrača lige LeBrona Jamesa. 2003. godine promijenjene su boje i dresovi kluba. Nakon Jamesovih odličnih nastupa i osvajanja nagrade za novaka godine ponovno se pobudila nada za vraćanje kluba u vrh lige i početak nove franšize s glavnim vođom LeBronom Jamesom. Nada se povećala u sezoni 2004./05. kada je James povećao svoje brojke i poboljšao svoju igru. Unatoč gubitku Boozera, Ilgauskas i Gooden su trebali nadomjestiti to pod košem. Nakon obećavajućeg starta momčad je počela padati nakon otpuštanja trenera i izvršnog direktora. Cavsi su propustili doigravanje, izjednačeni s Netsima koji su imali bolji međusobni omjer. 2005. godine dogodile su se velike promjene u klubu. Doveden je novi trener Mike Brown te novi izvršni direktor Danny Ferry. Cavsi su doživjeli uspjeh te su se uspjeli plasirati u doigravanje prvi puta nakon 1998. godine. Nakon pobjede u prvom krugu protiv Washington Wizardsa te nadoknade dva poraza i pobjeda u petoj utakmici protiv Detroit Pistonsa nisu uspjeli osvojiti konferencijsku titulu te su izgubili rezultatom 4-3. Tijekom te sezone na scenu je stupio LeBron James koji je rušio brojne rekorde kao najmlađi igrač. Cavsi su nastavili uspjeh i u nadolazećoj sezoni 2006./07. Osigurali su drugo mjesto na Istoku omjerom 50-32. U doigravanju lagano su prošli Wizardse rezultatom 4-0 i kasnije su pobijedili Netse rezultatom 4-2. U finalu Istočne konferencije susreli su se sa starim rivalima Pistonsima. Nakon gubitka dvije utakmice Cavsi su preokrenuli i poveli 3-2. Dobili su Pistonse u šest utakmica uključujući i petu utakmicu gdje je LeBron imao izvanrednu noć i postigao 48 poena uključujući zadnjih 29 od momčadskih 30 poena te 25 poena u dvostrukom produžetku. U šestoj utakmici briljirao je Daniel Gibson s 31 poenom te odveo Cavse do prvog konferencijskog naslova u povijesti franšize. U finalu pružili su slab otpor i izgubili od San Antonio Spursa 4-0. U sezoni 2007./08. malo su nazadovali. U klubu su se dogodile brojne promjene. U velikim razmjenama igrača dovedeni su Wally Szczerbiak, Delonte West, Ben Wallace i Joe Smith. Cavsi su sezonu završili s omjerom 45-37 i izgubili u drugom krugu doigravanja od kasnijih prvaka Boston Celticsa. U sezoni 2008./09. uprava kluba dovela je Moa Williamsa i ponovno potpisala s Joeom Smithom te uvelike pomogla LeBronu. Napredak se vidio na kraju sezone kada su Cavsi sezonu završili s najboljim omjerom lige 66-16 te najboljim u povijesti franšize. Srušili su i rekorde po broju domaćih i gostujućih pobjeda te su zamalo uspjeli izjednačiti rekord Celticsa po omjeru pobjeda na domaćem terenu (40-1). Glavni trener Mike Brown osvojio je nagradu za trenera godine, a zvijezda kluba LeBron James nagradu za najkorisnijeg igrača lige. Cavsi su u doigravanju počeli dominantno i pobijedili su Pistonse rezultatom 4-0. Isti uspjeh nastavili su i protiv Hawksa kada su i njih pobijedili rezultatom 4-0. U finalu Istočne konferencije susreli su se za Orlandom. Izgubili su prvu utakmicu unatoč sjajnih 49 poena LeBrona Jamesa. U drugoj utakmici LeBron je postigao sjajan koš sa zvukom sirene i izjednačio seriju na 1-1 ali su na kraju ipak slavili Magicsi rezultatom 4-2 i otišli u prvo NBA finale nakon 1995. godine. U finalu sreli su se s Los Angeles Lakersima koji su na kraju i osvojili svoj 15. NBA naslov rezultatom 4-1.U sezoni 2009./10. Cavsi su doveli Shaquille O'Neala da pomognu Jamesu da osvoji naslov.Cavsi su sezonu završili s omjerom 61-21 i drugu sezonu zaredom imali najbolji omjer.U prvom krugu doigravanja,Cavsi su pobijedili Chicago Bullse 4-1 u seriji,ali su ispali od Boston Celticsa 4-2 u drugom krugu.LeBron je zbog neosvajanja naslova napustio Cavse.

## Prijašnji grbovi Cavsa
- Grb Cavsa (1970. – 1983.)
- Grb Cavsa (1983. – 1994.)
- Grb Cavsa (1994. – 2003.)

## Dvorane
- Cleveland Arena (1970. – 1974.)
- Coliseum at Richfield (1974. – 1994.)
- Quicken Loans Arena (prije poznata kao Gund Arena) (1994.–danas)

## Članovi Kuće slavnih
- Nate Thurmond – igrač 1985. (bivši igrač 1975. – 1977.)
- Walt Frazier – igrač 1987. (bivši igrač 1977. – 1980.)
- Lenny Wilkens – igrač 1989., trener 1998. (bivši igrač (1972. – 1974.), bivši trener(1986. – 1993.)
- Chuck Daly – trener 1994. (bivši trener 1981. – 1982.)
- Wayne Embry pridonosi 1999. (bivši predsjednik kluba i direktor kluba (1986. – 1999.), prvi Afroamerikanac koji je izvršavao tu dužnost)

## Umirovljeni brojevi
- 7 Bingo Smith, bek šuter, 1970. – 79.
- 11 Žydrūnas Ilgauskas, centar, 1996. – 10.
- 22 Larry Nance, krilni centar/centar, 1988. – 94.
- 25 Mark Price, razigravač, 1986. – 95.
- 34 Austin Carr, bek šuter/razigravač, 1971. – 80.
- 42 Nate Thurmond, centar, 1975. – 77.
- 43 Brad Daugherty, centar, 1986. – 94.

## Poznati treneri
| - Bill Fitch 1970. – 79. - Stan Albeck 1979. – 80. - Bill Musselman 1980. – 81. - Don Delaney 1980. – 82. - Bob Kloppenburg 1981. – 82. - Chuck Daly 1981. – 82. - Bill Musselman 1981. – 82. - Tom Nissalke 1982. – 84. - George Karl 1984. – 86. |  | - Gene Littles 1985. – 86. - Lenny Wilkens 1986. – 93. - Mike Fratello 1993. – 99. - Randy Wittman 1999. – 2001. - John Lucas 2001. – 03. - Keith Smart 2003. - Paul Silas 2003. – 05. - Brendan Malone 2005. - Mike Brown 2005. – 2010. |

## Rekordi

### Predvodnici franšize

#### Karijera
- Utakmice – Danny Ferry (723)
- Odigrane minute – John Williams (20 802)
- Postignuti pokušaji za poen iz igre – LeBron James* (4 647)
- Pokušaji za poen iz igre – LeBron James* (9 875)
- Postignute trice – Mark Price (802)
- Pokušaji za tri poena – LeBron James* (1 957)
- Ostvarena slobodna bacanja – LeBron James* (3 057)
- Pokušaji slobodnih bacanja – LeBron James* (4 144)
- Napadački skokovi – Žydrūnas Ilgauskas* (2 222)
- Obrambeni skokovi – Brad Daugherty (4 020)
- Ukupno skokova – Žydrūnas Ilgauskas* (5 559)
- Asistencije – Mark Price (4 206)
- Ukradene lopte – LeBron James* (830)
- Blokade – Žydrūnas Ilgauskas* (1 219)
- Izgubljene lopte – LeBron James* (1 541)
- Osobne greške – Žydrūnas Ilgauskas* (2 408)
- Poeni – LeBron James* (12 993)

* Aktivni (tijekom regularnog dijela sezone 2008./09.)

#### Po utakmici
- Odigrane minute – LeBron James (42.4)
- Postignuti pokušaji za poen iz igre – LeBron James (11.1)
- Pokušaji za poen iz igre – LeBron James (23.1)
- Postignute trice – Dan Majerle (1.7805)
- Pokušaji za tri poena – Dan Majerle (5.0488)
- Ostvarena slobodna bacanja – LeBron James (7.3)
- Pokušaji slobodnih bacanja – LeBron James (10.3)
- Napadački skokovi – Žydrūnas Ilgauskas (3.1772)
- Obrambeni skokovi – Cliff Robinson (8.1056)
- Ukupno skokova – Rick Roberson (11.952)
- Asistencije – Andre Miller (8.2245)
- Ukradene lopte – Ron Harper (2.3246)
- Blokade – Larry Nance (2.5104)
- Izgubljene lopte – Shawn Kemp (3.3775)
- Osobne greške – James Edwards (4.4348)
- Poeni – LeBron James (30.0)

#### Tijekom 48 minuta
- Postignuti pokušaji za poen iz igre – LeBron James (12.5333333)
- Pokušaji za poen iz igre – World B. Free (27.5801)
- Postignute trice – Damon Jones (3.2153)
- Pokušaji za tri poena – Damon Jones (8.5206)
- Ostvarena slobodna bacanja – LeBron James (9.33333333)
- Pokušaji slobodnih bacanja – LeBron James (12)
- Napadački skokovi – Chris Dudley (6.4515)
- Obrambeni skokovi – Cliff Robinson (11.7721)
- Ukupno skokova – Rick Roberson (16.5464)
- Asistencije – Brevin Knight (12.5395)
- Ukradene lopte – Foots Walker (3.3854)
- Blokade – Elmore Smith (4.2677)
- Izgubljene lopte – Shawn Kemp (4.9097)
- Osobne greške – Mark West (8.3082)
- Poeni – LeBron James (36.2666667)

### Individualne nagrade
| NBA Najkorisniji igrač - LeBron James – 2009. NBA Novak godine - LeBron James – 2004. NBA Trener godine - Bill Fitch – 1976. - Mike Brown – 2009. NBA Trener mjeseca - George Karl – veljača 1985. - Lenny Wilkens – travanj 1988., prosinac 1988., veljača 1993. - Mike Fratello – prosinac 1994., prosinac 1995. - Mike Brown – siječanj 2008., prosinac 2008., veljača 2009., ožujak 2009. NBA Izvršni direktor godine - Wayne Embry – 1992., 1998. NBA All-Rookie Prva petorka - Austin Carr – 1972. - Dwight Davis – 1973. - Brad Daugherty – 1987. - Ron Harper – 1987. - John Williams – 1987. - Brevin Knight – 1998. - Žydrūnas Ilgauskas – 1998. - Andre Miller – 2000. - LeBron James – 2004. NBA All-Rookie Druga petorka - Terrell Brandon – 1992. - Cedric Henderson – 1998. - Derek Anderson – 1998. - Chris Mihm – 2001. - Carlos Boozer – 2003. |  | All-NBA Prva petorka - Mark Price – 1993. - LeBron James – 2006., 2008., 2009. All-NBA Druga petorka - LeBron James – 2005., 2007. All-NBA Treća petorka - Mark Price – 1989., 1992., 1994. - Brad Daugherty – 1992. NBA All-Defensive Prva petorka - Larry Nance – 1989. - LeBron James – 2009. NBA All-Defensive Druga petorka - Jim Cleamons – 1976. - Jim Brewer – 1976., 1977. - Larry Nance – 1992., 1993. - Bobby Phills – 1996. NBA Igrač mjeseca - LeBron James – studeni 2004., siječanj 2005., studeni 2005., ožujak 2006., ožujak 2007., siječanj 2008., veljača 2008., studeni 2008., siječanj 2009., ožujak 2009., travanj 2009. |

### NBA All-Star
| NBA All-Star utakmica - John Johnson – 1971., 1972. - Butch Beard – 1972. - Lenny Wilkens – 1973., 1989. (glavni trener) - Austin Carr – 1974. - Campy Russell – 1979. - Mike Mitchell – 1981. - Brad Daugherty – 1988., 1989., 1991., 1992., 1993. - Larry Nance – 1989., 1993. - Mark Price – 1989., 1992., 1993., 1994. - Tyrone Hill – 1995. - Terrell Brandon – 1996., 1997. - Shawn Kemp – 1998.* - Žydrūnas Ilgauskas – 2003., 2005. - LeBron James – 2005.*, 2006.* (MVP), 2007.*, 2008.* (MVP), 2009.* - Mo Williams – 2009. - Mike Brown – 2009. (glavni trener) * Starter Natjecanje u tricama - Mark Price – 1988. (5.), 1990. (7.), 1993. (1.), 1994. (1.) - Craig Ehlo – 1990. (5.), 1992. (6.) - Bob Sura – 2000. (8.) - Wesley Person – 2002. (2.) - Damon Jones – 2007. (5.) - Daniel Gibson – 2008. (2.) |  | Slam Dunk natjecanje - Roy Hinson – 1986. (7.) - Ron Harper – 1987. (5.), 1989. (7.) - Bob Sura – 1997. (5.) Skills Challenge - LeBron James – 2006. (2.), 2007. (3.) - Mo Williams – 2009. (3.) Rookie Challenge - Chris Mills – 1994. - Bob Sura – 1996. - Vitalij Potapenko – 1997. - Žydrūnas Ilgauskas – 1998. (MVP) - Brevin Knight – 1998. - Cedric Henderson – 1998. - Derek Anderson – 1998. (DNP) - Andre Miller – 2000. (R), 2001. (S) - Chris Mihm – 2002. (S) - Carlos Boozer – 2003. (R), 2004. (S) - Dajuan Wagner – 2003. (R) - LeBron James – 2004. (R), 2005. (S) - Daniel Gibson – 2008. (S, MVP) Two Ball natjecanje - Wesley Person w/ Michelle Edwards – 1998. (7.) - Trajan Langdon w/ Eva Nemcova – 2001. (2.) |

## Vanjske poveznice
- (engl.) Službena internet stranica
- Cavsi na NBA.com
- Izvještavanje o Cavsima na InsideHoops.com
- Stranica o povijesti kluba
- Povijest
- Novosti  Arhivirana inačica izvorne stranice od 2. svibnja 2009. (Wayback Machine)
- Izvještavanje o novostima
- Informacije o službenim osobama
- Cleveland Cavaliers  Arhivirana inačica izvorne stranice od 10. kolovoza 2012. (Wayback Machine) na Basketball-Reference.com
- Sportska enciklopedija